# Tuula Gordon
Tuula Orvokki Gordon, född 24 maj 1952 i Pernå, död 21 augusti 2021 i Helsingfors, var en finländsk sociolog och professor.
Gordon blev filosofie doktor 1985, var assistent i sociologi vid Helsingfors universitet 1989–1994, blev docent 1993, var professor i kvinnovetenskap vid Tammerfors universitet 1997–2001 har därefter varit verksam vid Helsingfors universitets forskarkollegium. 
För sitt jämlikhetsarbete belönades Gordon 2004 av Helsingfors universitetet med Maikki Fribergs jämlikhetspris.